# Татинец
Татинец — село в Кстовском районе Нижегородской области. Входит в состав Работкинского сельсовета. Село стоит на берегу Волги (раньше тут была пристань), в 66,5 км к востоку от Нижнего Новгорода, высота над уровнем моря 125 м.
Ближайшие населенные пункты: д. Бахмут, д. Слопинец, д. Малиновка, д. Чеченино, с. Работки, д. Луговой Борок.
Татинец известен ещё с XIV века. В селе есть Спасо-Преображенская церковь, основанная в XVII веке, современное кирпичное здание построено в 1820 году. В нескольких стах метрах к западу от села действовал пансионат «Татинец». В настоящее время закрыт на реконструкцию, но по факту никаких работ не ведётся. Восточнее от дороги расположен действующий медицинский реабилитационный центр «Янтарь».
Раньше жители села занимались лоцманским делом на Волге, однако «славились» и разбоем — Даль зафиксировал этот факт в поговорке: «Татинец да Слопинец ворам кормилец». В другом варианте звучало: «Татинец и Слопинец всем мошенникам кормилец». Эта фраза была заимствована из древней бурлацкой песни, в которой перечислялись многие населённые пункты на Волге.
В селе 16 улиц.
| 2002 | 2010 |
| ---- | ---- |
| 199  | ↘102 |

## Галерея

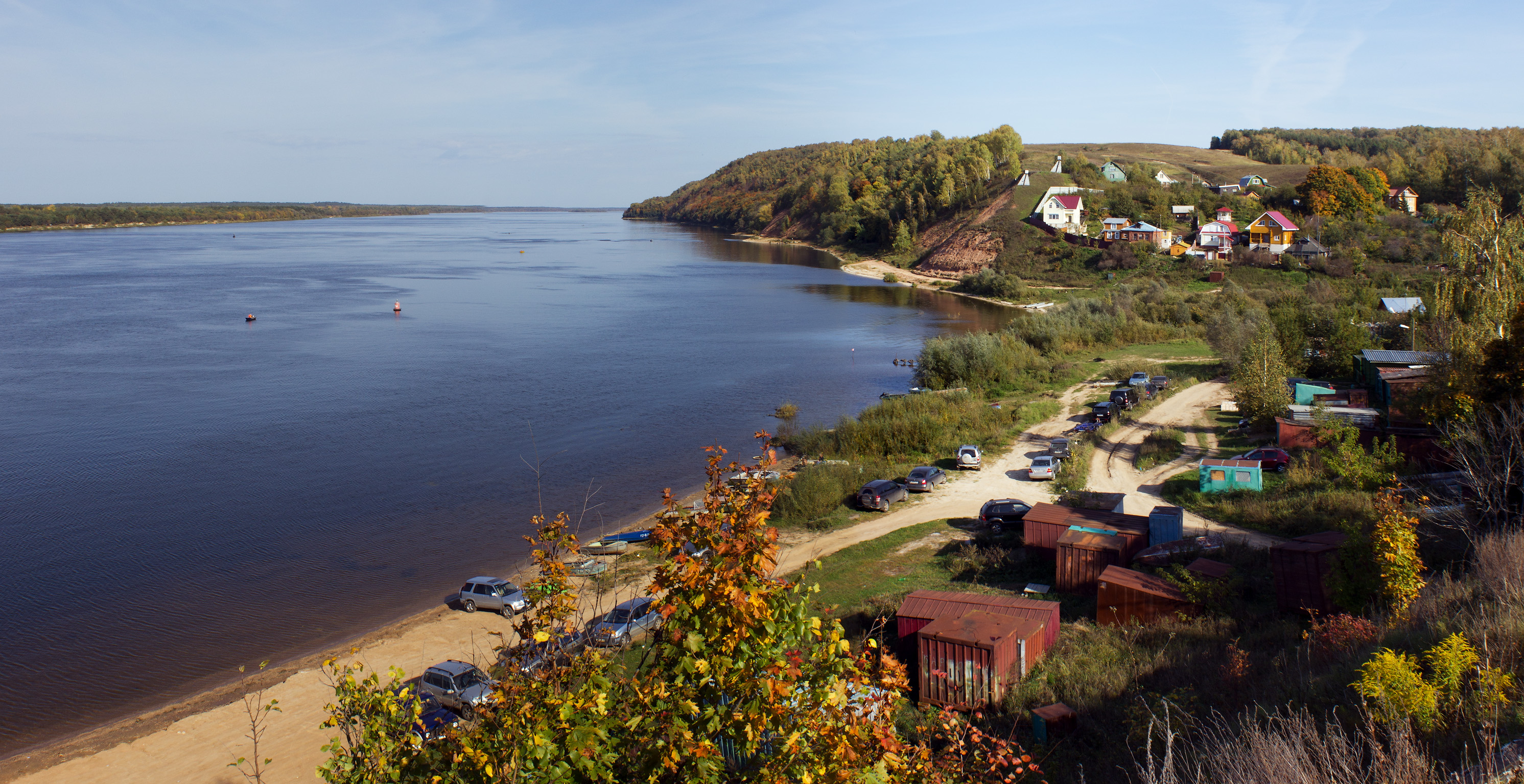
У берега Волги
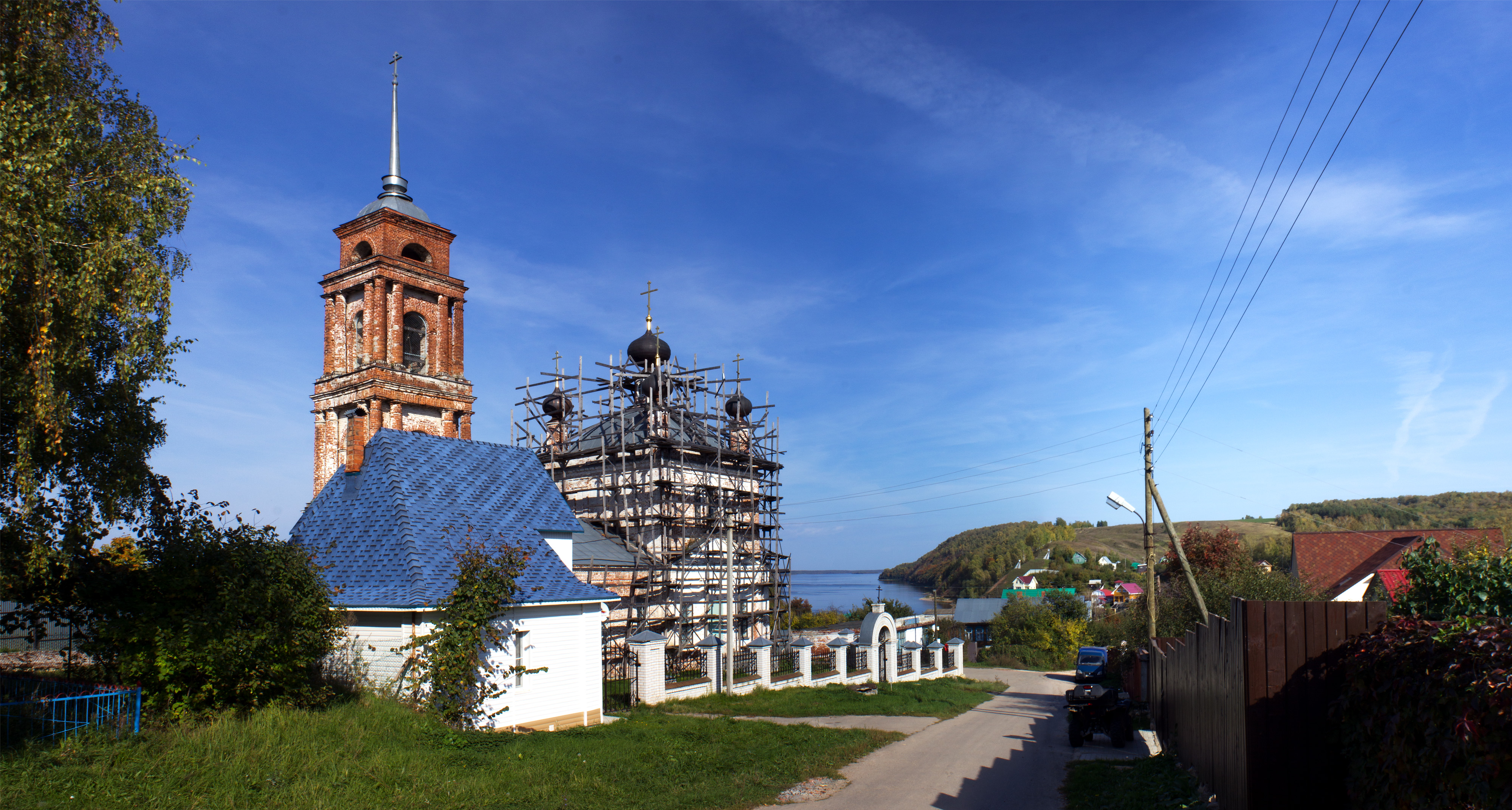
Спасо-Преображенская церковь
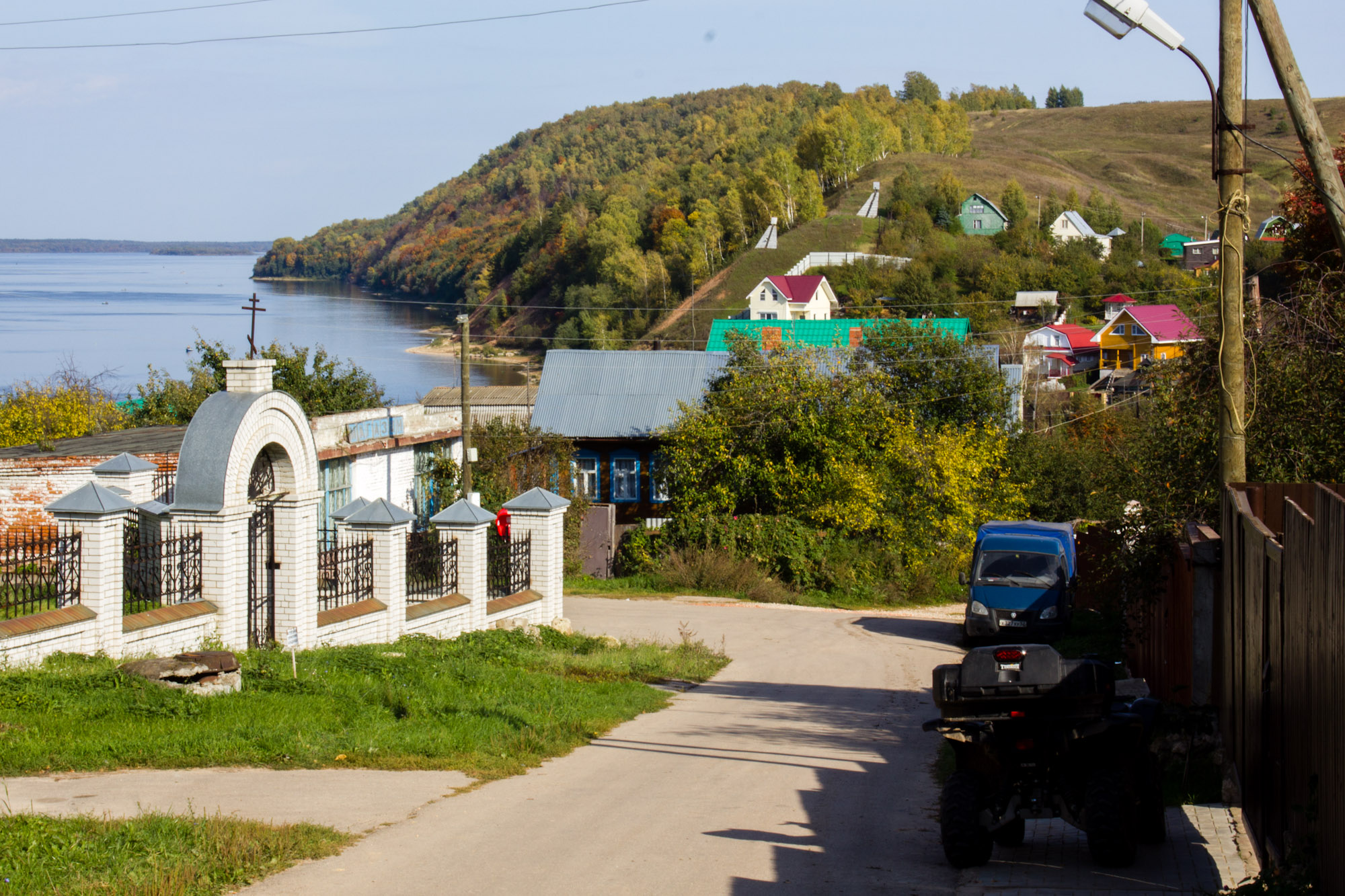
У ворот церкви
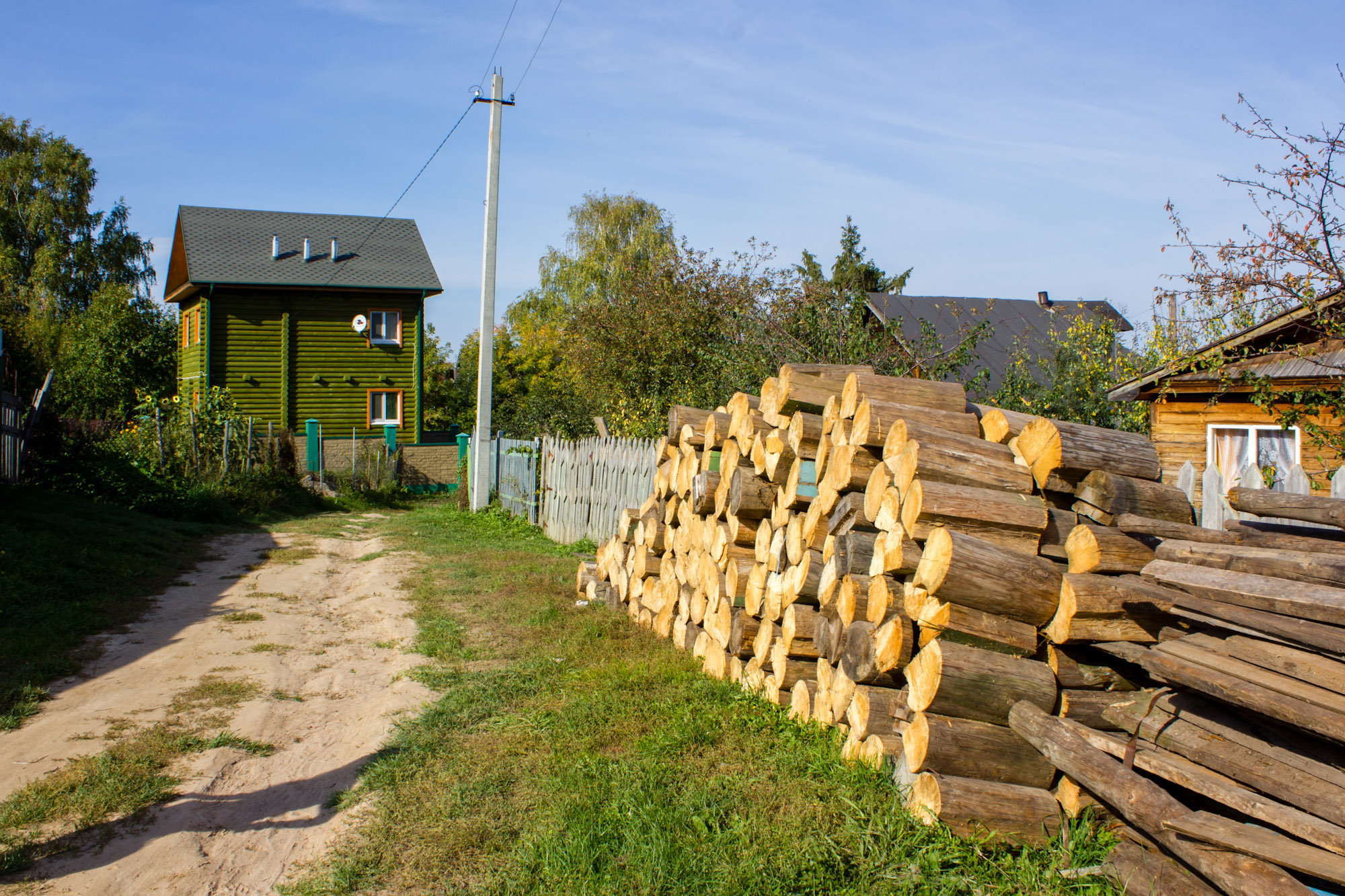
Брёвна рядом с одним из домов
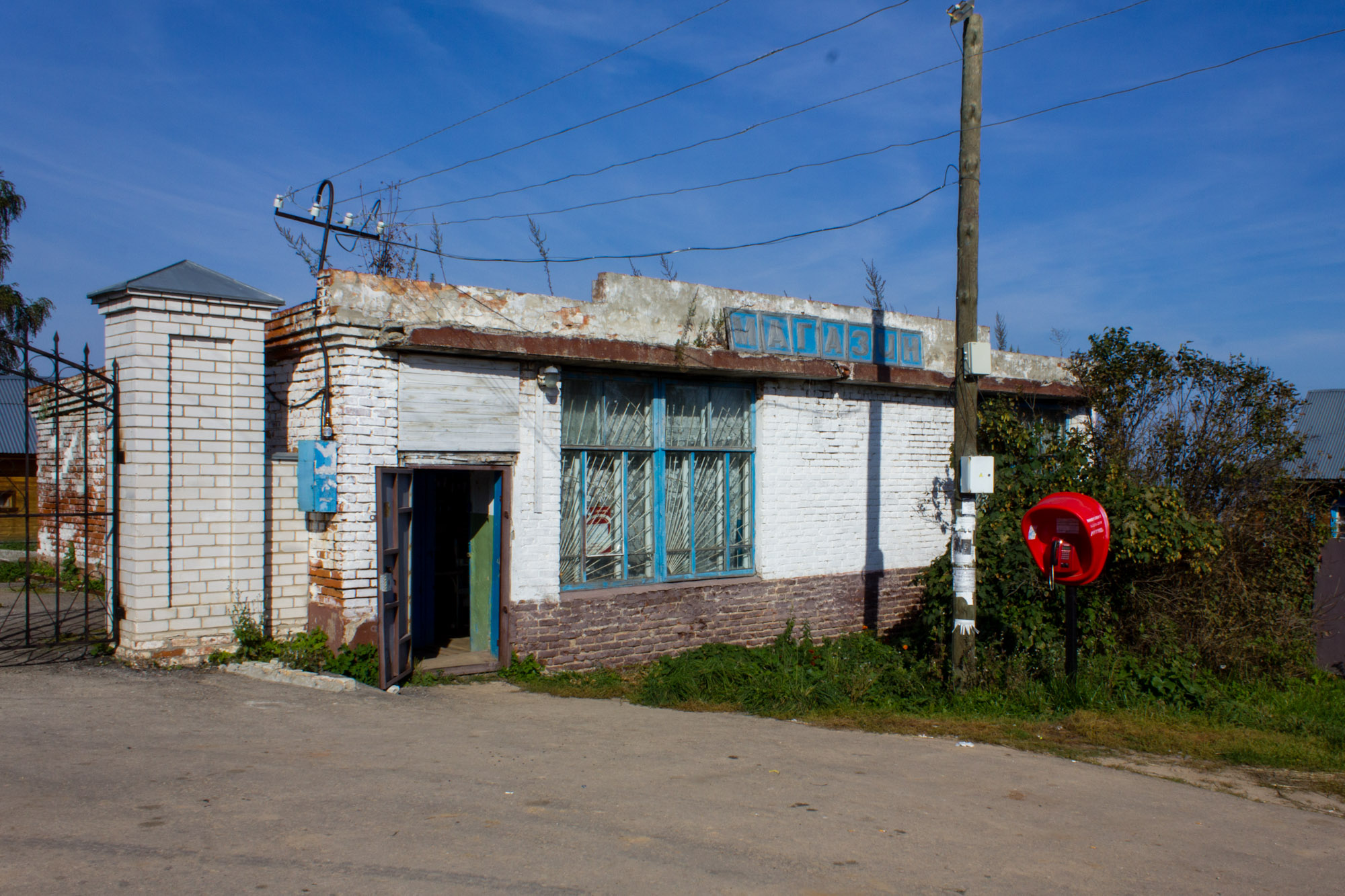
Магазин
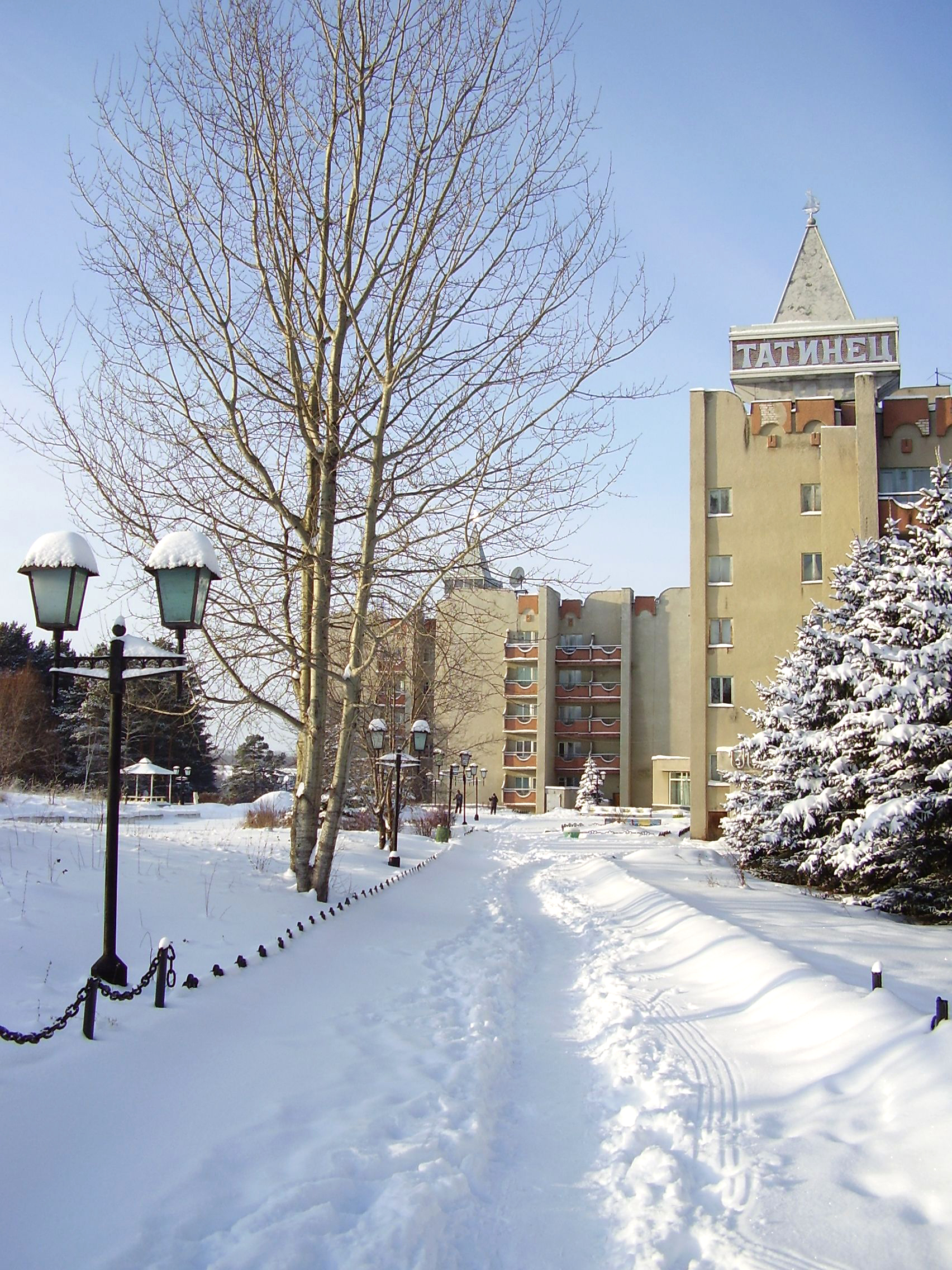
Здание пансионата «Татинец»